# Колонија Натал
Колонија Натал (енгл. Colony of Natal) је била некадашња британска колонија поред града Дурбана, основана 4. маја 1843. након анексије бурске Републике Натал. 
Колонија је постојала све до 1910. када је укључена у Јужноафричку Унију као покрајина Натал (данашња јужноафричка покрајина Квазулу-Натал).

## Историја колоније Натал
До обала те колоније на Индијском океану код данашњег града Дурбана, први је допловио на Божић 1497. португалски морепловац Васко да Гама. Због тога је реку у заливу назвао Рио де Натал, па је то име остало читавој регији до данас.

### Оснивање
Почетком 19. века племе Зулу под вођством њиховог легендарног вође Шаке Зулуа основало је снажну Краљевину Зулу (1818—1897) северно од реке Тугела. Схака је покренуо разорне војне кампање јужно од реке Тугела, које су познате као Мфекане након које је потиснуо сва племена која су дотад живела у том крају, тако да је Натал практично опустео у то време.
Историја колоније Натал, уско је везана са оснивањем Порт Натала (данашњи Дурбан) коју су 1824. основали као трговачку станицу, 25 трговаца и колониста из британске колоније Рт добре наде под вођством поручника Френсиса Фервела. Они су купили земљу од тадашњег краља племена Зулу, Шаке Зулуа. То је био терен широк 80 km уз обалу, који се протезао 160 km у опустелу унутрашњост, за коју тад Британци уопште нису били заинтересовани.
Порт Натал је променио име у Дурбан 1835. године, у част тадашњег гувернера колоније Рт добре наде Бењамина Д'Урбана. Од тада је насеље стално расло.
Бури су тешко прихватили британску власт у колонији Рт добре наде нарочито након ослобођења робова. Због тога се у октобру 1837. њих 3.000 под вођством Пита Ретифа отиснуло на Велики пут (Groot Trek) преко масива Дракенсберг и населило у Наталу, јужно од реке Тугела. Они су се ускоро сукобили са племеном Зулу које је тада водио Дингане, полубрат убијеног легендарног вође Шаке Зулуа. Након што су Зулуи масакрирали њиховог вођу Пита Ретифа и његових 50 пратилаца у фебруару 1838. бурски нови вођа Андрис Преторијус победио је Зулуе у бици код Крваве реке у децембру 1838. побивши око 3.000 њихових ратника. Након тога је пораженог Динганеа заменио његов брат Мпанде, који је са Бурима склопио примирје по којем је река Тугела постала граница. Северно од ње простирала се Краљевина Зулу, која је касније постала познато као Зулуленд и на крају бантустан Квазулу.
Бури су основали своју Републику Наталију с Питермарицбургом као главним градом 1939. која се протезала до реке Тугеле на север. Британцима из колоније Рт добре наде, бурска колонија на обали Индијског океана уопште није била по вољи, али се због тога нису превише узбудили, већ су тврдили да је Натал и надаље територија у надлежности њихове колоније, те да се и на њих односе британски закони.
Након серије сукоба Британско царство је анектирало Републику Наталију 1843. године. Због тог се велик број бурских колониста иселио и кренуо дубље у унутрашњост јужне Африке према Трансвалу и реци Орање. Њих су убрзо заменили бројни нови колонисти, углавном из Велике Британије. Натал је добио споствену администрацију, али је у основи остао под директном управом колоније Рт добре наде све до 1856, кад је постао крунска колонија Натал са сопственим парламентом. Британски комесар за Натал, Тхеофилус Шепстоун, почео је да од 1849. спроводи политику оснивања великих резервата за домородачке Бантуе, који су тад били знатно бројнији од белих колониста.
Развој колоније Натал везан је уз подизање великог броја плантажа шећерне трске у околици Дурбана. Како им је недостајало радника за рад (на ратоборне Зулуе нису могли да рачунају), Британци су од 1860. почели да увозе велик број радника из своје крунске колоније Индије. Због тога и данас подручје бивше колоније Натал има највише становника индијског порекла. Раст плантажа тражио је све већи број земље, тако да је колонија почела константно да се шири на територију племена Зулу.

### Рат са племеном Зулу
Због тога је избио Англо-зулски рат 1879. године, у коме је на крају британска војска победила, али уз велике муке и тешкоће. Нарочито је био тежак пораз који су доживели у бици код Исандлуане 22. јануара 1879. године.
Зулуленд је на крају и формално анектиран 1887. као део Британског царства, да би 1897. постао део колоније Натал, као његова источна покрајина.

### Крај колоније Натал
Колонија Натал добила је унутрашњу аутономију од британске владе 1893. године. Железничка пруга од Дурбана до Преторије у Трансвалу довршена је 1895, а 1898. Колонија Натал придружила се царинској унији јужноафричких држава. За време Другог бурског рата (1899—1902), у Натал су провалиле бурске снаге и опколиле кључни британски гарнизон у граду Лејдисмит, којег су Британци ослободили у својој контраофанзиви 1900. године.
Иза рата су све британске крунске колоније у јужној Африци (Рт добре наде, Трансвал, Орање и Натал) уједињене 1910. у Јужноафричку Унију, у којој су поражени Бури добили зачуђујуће пуно права.